# Nemesvámos
Nemesvámos is een dorp in Hongarije en ligt tussen de steden Veszprém en Nagyvázsony, elk op een afstand van 11 km.
Halverwege deze twee steden in het Bakony-gebied is de csárda in Nemesvámos (eind 18e, begin 19e eeuw) een mooi voorbeeld van de architectuur van het Bakony-gebied. De veelbezochte csárda was vroeger een schuilplaats voor rovers omdat ze op de grens van twee districten lag en de gendarmes (rendörszég) niet van het ene district in het andere mochten komen.